# Clima munților Bucegi
Clima munților Bucegi se caracterizează prin temperaturi medii de 2-6° Celsius și 0-2° Celsius la peste 1800 m altitudine, precipitații abundente de 800-1200 mm/an și vânturi puternice. Pe platoul Bucegi se întâlnește climatul alpin cu temperaturi medii anuale sub 2° Celsius, precipitații puține și vânturi foarte puternice. În Bucegi, ca pe orice alt munte, vremea se poate schimba foarte repede, existând chiar zile în care cel puțin trei anotimpuri sunt prezente în timp relativ scurt.

## Presiunea atmosferică
Pe culmile înalte, solul se încălzește puternic în zilele cu soare, deoarece, rarefierea și transparența aerului favorizează pătrunderea unei mai intense radiații solare. În nopțile senine, răcirea este mai accentuată datorită pierderii căldurii printr-o radiație puternică, având ca efect, răcirea solului. Astfel se explică amplitudinea diurnă relativ mare a temperaturilor solului.

## Temperatura aerului
Stațiunile meteorologice apărute de-a lungul timpului la Sinaia, începând cu anul 1888, au înregistrat minime absolute de -27° Celsius, în 11 februarie 1929 și maxime absolute de 32° Celsius, în ziua de 10 august 1945. Temperatura medie anuala este însă cuprinsă între -3,9° Celsius - în ianuarie, -3,1° Celsius - în februarie și 15,7° Celsius - în iulie. Numărul mediu de zile de iarnă, cu temperaturi mai mici de 0° Celsius, este de 47 zile/an, iar numărul mediu de zile cu temperaturi peste 25° Celsius, este de aproximativ 16 zile/an.
Circulația atmosferei este preponderent oceanică vestică, în proporție de 45%, atât în perioada rece, cât și în cea caldă a anului, după care urmează ca pondere circulația polară, tropicală etc. Temperatura aerului scade cu altitudinea, astfel încât dacă pe valea Prahovei media anuală este de circa 6° Celsius, la Predeal este de 5° Celsius, pentru că pe cele mai înalte culmi, la vârful Omu, de pildă, să scadă la -2,5° Celsius. În luna februarie temperatura medie este de -11° Celsius, pe platou aceasta este cuprinsă între -10° Celsius și -8° Celsius, în restul masivului -8v la -6° Celsius, iar la Predeal ajunge la -4,4° Celsius. În luna iulie, în timp ce la Predeal, la 1050m temperatura medie lunară este de 14,5° Celsius, în cuprinsul masivului variază, în funcție de condițiile locale, intre 6° Celsius și 12° Celsius, pentru ca la vârful Omu sa fie de numai 5,4° Celsius.
În mod normal, temperatura aerului scade cu altitudinea, și anume cu circa 1/2 ° Celsius pentru fiecare sută de metri. Dar distribuția verticală a temperaturii aerului este influențată nu numai de altitudine, ci și de formele de relief. Astfel, în zilele senine și fără vânt, în special iarna, aerul mai rece de pe culmi coboară în fundul văilor. Se produc astfel inversiuni de temperatură, datorită cărora iarna, pe culmile Bucegilor, la altitudini de peste 2000m, temperatura aerului este uneori cu 10-15° Celsius mai ridicată decât la altitudini cu 500-600m mai jos. De remarcat, în urma unor îndelungi studii, este faptul că pe vârful Omu se poate produce înghețul în tot cursul anului, chiar și în lunile iulie și august. Pe vârful Omu sunt în medie 220 zile pe an cu temperaturi sub 0 grade, pe când la Sinaia, numai 95 zile pe an.

## Vântul
Element climatic aproape permanent pe cele mai înalte culmi - are intensități și viteze diferite în timpul anului. La Vârful Omu viteza medie anuală a vântului este de 10 m/s, iar pe fundul văilor adăpostite ea poate scădea la valori de pană la 2 m/s. Vântul crește în intensitate cu altitudinea, ajungând ca pe cele mai înalte culmi să atingă pană la 30-35 m/s, fapt care face aproape imposibilă circulația turiștilor. Vitezele maxime ale vântului sunt atinse spre sfârșitul iernii și începutul primăverii iar vara este cel mai liniștit anotimp din acest punct de vedere. Ca efect al vântului care transportă grăunțe de nisip sau ace de gheață, stâncile, în special cele compuse din roci friabile(gresii), sunt șlefuite în diverse forme: turnuri, coloane, ciuperci.

## Nebulozitatea
Deoarece sunt mai înalți decât împrejurimile, Bucegii sunt mai înnorați, întrucât masele de aer sunt obligate să se înalțe pentru a trece de obstacole. Prin înălțare, aerul umed condensează sub formă de nori. Iarna, crestele Bucegilor sunt mai însorite decât cele de la câmpie, iar primăvara și vara mai înnorate. 
De menționat, este fenomenul de formare a unei mări de nori de joasă altitudine, mai ales iarna, pe munții din jur, în timp ce crestele înalte rămân însorite. 
Despre ceață se poate spune că forma sub care se găsește de cele mai multe ori este cea a de ceață orografică. Astfel, în diminețile senine de vară, pe măsură ce soarele se ridică, aerul de pe versanții însoriți se înalță, fiind mai ușor și prin urmare ia o mișcare ascendentă. Ajungând la altitudini mai mari, datorită presiunii atmosferice mai reduse și temperaturilor mai scăzute, vaporii de apă din aceste mase de aer se condensează sub formă de ceață.

## Precipitațiile

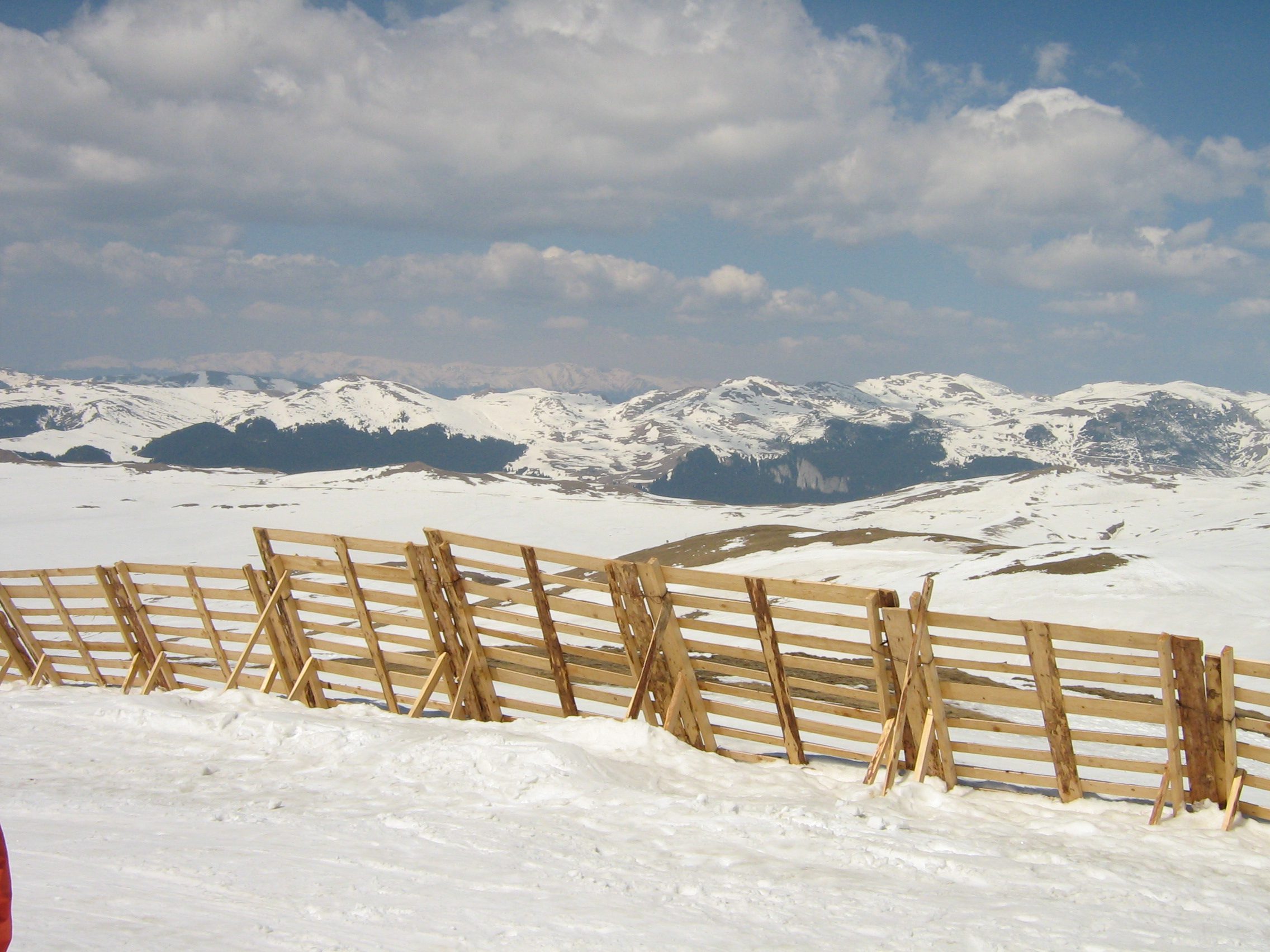
Cota 2000 Sinaia în aprilie 2007

Precipitațiile medii anuale se situează în jurul valorii de 800 mm (între 810-1350mm), cu o medie mai mare în lunile iunie și iulie; cele mai mici medii lunare se înregistrează în ianuarie și februarie. Legat de precipitații și de existența norilor, s-a calculat că, în medie, în regiunea superioară a muntelui sunt anual sub 40 zile cu cer senin și peste 140 zile cu cer acoperit.
La Vârful Omu suma anuală a precipitațiilor este, în medie, de 1277,6 mm. Cele mai mari cantități de precipitații cad în luna iulie, a cărei medie este de 168,5 mm și cele mai mici în lunile octombrie și noiembrie, când se înregistrează 52,9 mm.
De regulă, se înregistrează 28 de zile de ninsoare anual, cuprinse într-un interval ce poate atinge 160 de zile, cu prima ninsoare în zilele de început de noiembrie (record în anul 1994, 6 octombrie), iar ultima ninsoare în jurul datei de 15 aprilie. Stratul de zăpadă poate atinge chiar grosimea de 130 cm. Zăpada poate fi viscolită sau spulberată de pe anumite zone expuse. Primăvara riscul de producere de avalanșe este mai mare, în special pe văi și în zone adăpostite unde se formează acumulări mari de zăpadă. Stratul de la suprafață este ușor compactat și poate aluneca cu ușurință peste gheața aflată dedesubt.